# Castillo de Juslibol
El castillo de Juslibol, conocido popularmente como Picote de San Martín, es una construcción defensiva medieval ubicada en una posición dominante sobre el núcleo urbano de Juslibol, barrio rural de Zaragoza (España).

## Historia

### Edad Media
El castillo fue una fortaleza medieval y edificado durante la época de taifas (siglo XI) como posición fortificada extramuros de la ciudad de Saraqusta, en una zona conocida como Mezimeeger. Su función como ḥiṣn era servir de almenara y defender la ciudad de posibles incursiones o ataques cristianos por el noroeste. Tras las expediciones de Pedro I en 1101 la zona de Mezimeeger pasó a manos del reino de Aragón y recibió un nuevo nombre asociado al papel militar que tuvo en el contexto del asedio aragonés de Saraqusta: Juslibol, derivado del grito de aclamación deus vult (latín clásico), dieu le veut (francés) o deus lo vult (latín vulgar); Dios lo quiere. La proximidad a Saraqusta (4 kilómetros del centro de la ciudad) convirtió Juslibol, junto con el cercano castillo de Miranda, en una de las posiciones más importantes y claves en el contexto de la campaña cristiana de reconquista, que culminó el 18 de diciembre de 1118.

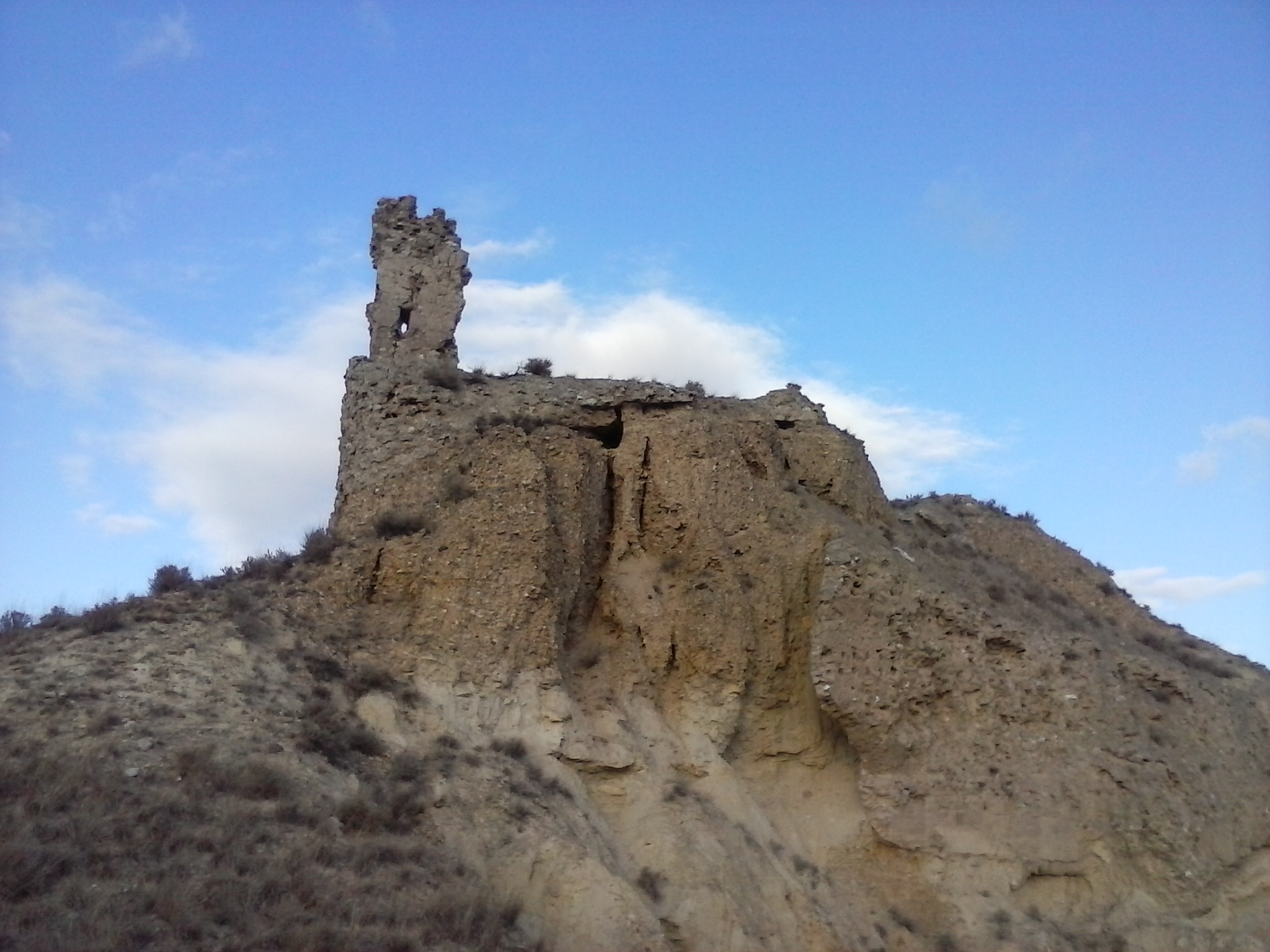
Detalle de la erosión bajo uno de los torreones del conjunto.

Poco después de la reconquista de Zaragoza, perdido su uso y valor militar, el castillo de Juslibol fue abandonado.
En 1134, el rey Alfonso I cedió el castillo a los Garcés. En 1160 pasó a manos del obispado de Zaragoza, por una donación del Conde de Barcelona Ramón Berenguer IV. En el siglo XIII el castillo volvió a manos de la corona, hasta que en 1233 el rey de Aragón Jaime I el Conquistador lo vendió al arzobispado de Zaragoza.

## Descripción de la fortaleza
Actualmente el castillo se encuentra en estado de ruina progresiva. La fortaleza, construida en tapial y mampuestos de aljez, estuvo constituida por un recinto de planta irregular, de pequeñas dimensiones, y delimitado por muros de los que se conservan solamente los arranques. Se conserva además un aljibe parcialmente abovedado, así como los vestigios de un complejo sistema de fosos, murallas y torreones dispuestos a intervalos regulares, gravemente comprometidos por la erosión del terreno.